# Jaime Semprun
Pour les articles homonymes, voir Semprun.
Œuvres principales
- La Guerre sociale au Portugal (1975)
- La Nucléarisation du monde (1980)
- Discours préliminaire de l'Encyclopédie des Nuisances (1984)
- Dialogues sur l'achèvement des temps modernes (1993)
- L'Abîme se repeuple (1997)
- Apologie pour l'insurrection algérienne (2001)
- Défense et illustration de la novlangue française (2005)
- Catastrophisme, administration du désastre et soumission durable (2008)

Jaime Semprun, né le 26 juillet 1947 à Boulogne-Billancourt et mort le 3 août 2010 à Périgueux,, est un écrivain, essayiste, traducteur et éditeur français. Il a fondé en 1991, et dirigé, les Éditions de l'Encyclopédie des Nuisances.

## Biographie

### Liens familiaux
Jaime Semprun est le fils de la comédienne et dramaturge Loleh Bellon (1925-1999) et de l'écrivain Jorge Semprún (1923-2011), le petit-fils de la photographe Denise Bellon, qui a fait de lui des portraits d'enfant, le neveu de l'écrivain Carlos Semprún Maura et le cousin de Diego Semprún. Il est aussi le beau-fils de Claude Roy.

### Parcours
Lié au réalisateur Philippe Garrel — il apparaît dans un de ses films, Le Lit de la Vierge, sorti en 1970, aux côtés de Zouzou et de Valérie Lagrange — et auteur lui-même d'un court-métrage, Le Meurtre du père (1968), et d'un long-métrage, La Sainte Famille (1968), Jaime Semprun s'intéresse à la question sociale et à l'Internationale situationniste. Entre 1970 et 1971, il participe à la rédaction du livre de son oncle Carlos Semprún Maura, Révolution et contre-révolution en Catalogne (1936-1937). Après s'être rapproché de Guy Debord par l'intermédiaire de l'ex-situationniste Eduardo Rothe, il est l'auteur de deux essais aux éditions Champ libre au cours des années 1970 : La Guerre sociale au Portugal et Précis de récupération. Jaime Semprun écrit ensuite des textes en collaboration avec Miguel Amorós publiés en 1977 sous le nom de Los Incontrolados qui contestent radicalement le processus de "Transition démocratique" espagnole (Manuscrito encontrado en Vitoria, en français, Manuscrit trouvé à Vitoria) et soutiennent le mouvement ouvrier autonome révolutionnaire. Il participe de façon épisodique à la revue L'Assommoir de Roger Langlais.
Semprun développe, au fil de ses ouvrages et des publications qu'il édite, une critique radicale de l'État, du stalinisme, du gauchisme et de la société industrielle. À ce titre, il participe de la mouvance anti-industrielle, dite technocritique.
En 1980, il publie La Nucléarisation du monde, essai dénonçant les méfaits de l'énergie nucléaire. Jaime Semprun est par la suite à l'origine de la création du groupe et de la revue post-situationniste de l'Encyclopédie des Nuisances, dont il est le principal animateur. Quinze numéros sont publiés entre 1984 et 1992, avant que la revue ne devienne, en 1991, une maison d'édition, les Éditions de l'Encyclopédie des Nuisances.
Jaime Semprun s'est beaucoup investi avec Anne Krief (sa compagne) et Michel Pétris dans la traduction et publication des textes de George Orwell encore inédits en France (éditions Ivrea, en coédition avec les éditions de l'Encyclopédie des Nuisances), entreprise qu'il a commencée, selon l'expression de Christophe Bourseiller, « sous les auspices » de Guy Debord et Gérard Lebovici. Quatre volumes d'Essais, articles, lettres d'Orwell paraissent ainsi entre 1995 et 2001.
En 1997, il publie L'Abîme se repeuple où il examine les conséquences des progrès de l'efficacité économique, et en particulier ce qu'implique pour les jeunes générations l'adaptation aux nouvelles conditions où, selon lui, les hommes ne sont plus que les parasites des machines qui assurent la marche de l'organisation sociale. Semprun écrit : « C'est pourquoi, quand le citoyen-écologiste prétend poser la question la plus dérangeante en demandant : "Quel monde allons-nous laisser à nos enfants ?" il évite de poser cette autre question, réellement inquiétante : "À quels enfants allons-nous laisser le monde ?" »
Dans Défense et illustration de la novlangue française publié en 2005, Jaime Semprun analyse la dégradation de la langue française à l'époque de l'omniprésence de la technique et de l'informatique.

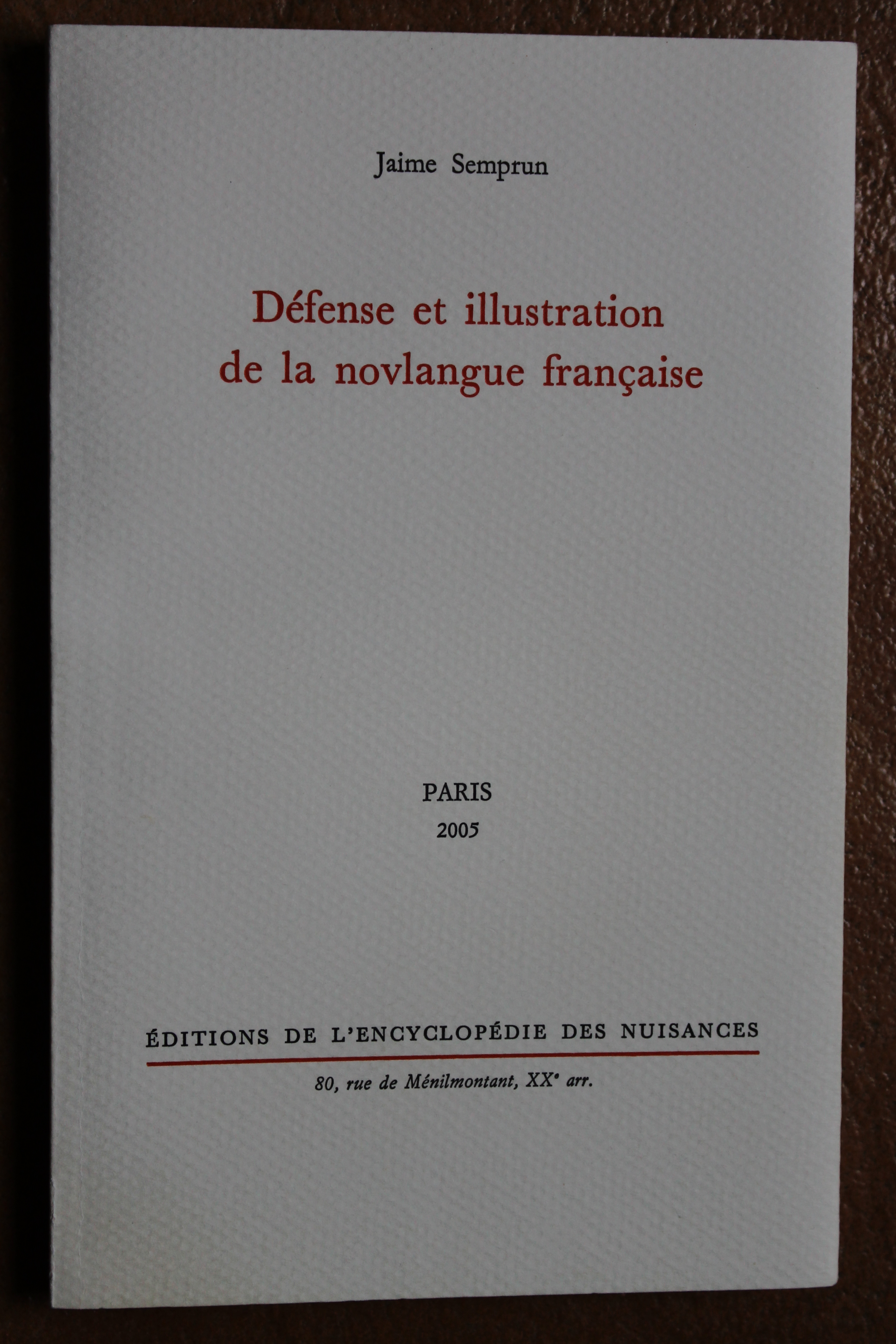
Défense et illustration de la novlangue française

En 2008, quarante ans après Mai 68 et vingt après les Commentaires sur la société du spectacle de Guy Debord, Jaime Semprun publie Catastrophisme, administration du désastre et soumission durable, écrit en collaboration avec René Riesel, ouvrage dans lequel il poursuit sa critique de la société industrielle contemporaine, et notamment celle de ses pseudo-contestataires tels que les divers gauchismes, les citoyennistes, les partisans de la décroissance, ou l'écologisme d'État. Ce livre comporte en annexe la critique de l'ouvrage d'Anselm Jappe, Les Aventures de la marchandise.
En 2009, il réédite avec une préface inédite le Discours préliminaire de l'Encyclopédie des Nuisances vingt-cinq ans après sa première publication en 1984.
Jaime Semprun meurt  à l'âge de 63 ans d'une hémorragie cérébrale.
En janvier 2011, les Éditions de l'Encyclopédie des Nuisances publient de lui un texte posthume, Andromaque, je pense à vous !. Écrit en 2000 pour le premier anniversaire de la mort de sa mère Loleh Bellon, ce texte décrit une dérive sentimentale dans Paris. Il est suivi de deux essais, restés à l'état de fragments, Notes sur des tableaux, qui étaient destinées à préfacer une monographie sur la peinture de Pascal Vinardel, ami de Jaime Semprun, et Pourquoi il n'y a pas d'art contemporain, qui devait constituer, pour ainsi dire, le complément théorique du texte précédent.

## Citation
« Parmi les choses que les gens n'ont pas envie d'entendre, qu'ils ne veulent pas voir alors même qu'elles s'étalent sous leurs yeux, il y a celles-ci : que tous ces perfectionnements techniques, qui leur ont si bien simplifié la vie qu'il n'y reste presque plus rien de vivant, agencent quelque chose qui n'est déjà plus une civilisation ; que la barbarie jaillit comme de source de cette vie simplifiée, mécanisée, sans esprit ; et que parmi tous les résultats terrifiants de cette expérience de déshumanisation à laquelle ils se sont prêtés de si bon gré, le plus terrifiant est encore leur progéniture, parce que c'est celui qui en somme ratifie tous les autres. C'est pourquoi, quand le citoyen-écologiste prétend poser la question la plus dérangeante en demandant : "Quel monde allons-nous laisser à nos enfants ?" il évite de poser cette autre question, réellement inquiétante : "À quels enfants allons-nous laisser le monde ?" »

— L'abîme se repeuple (page 20)

## Publications

### Essais

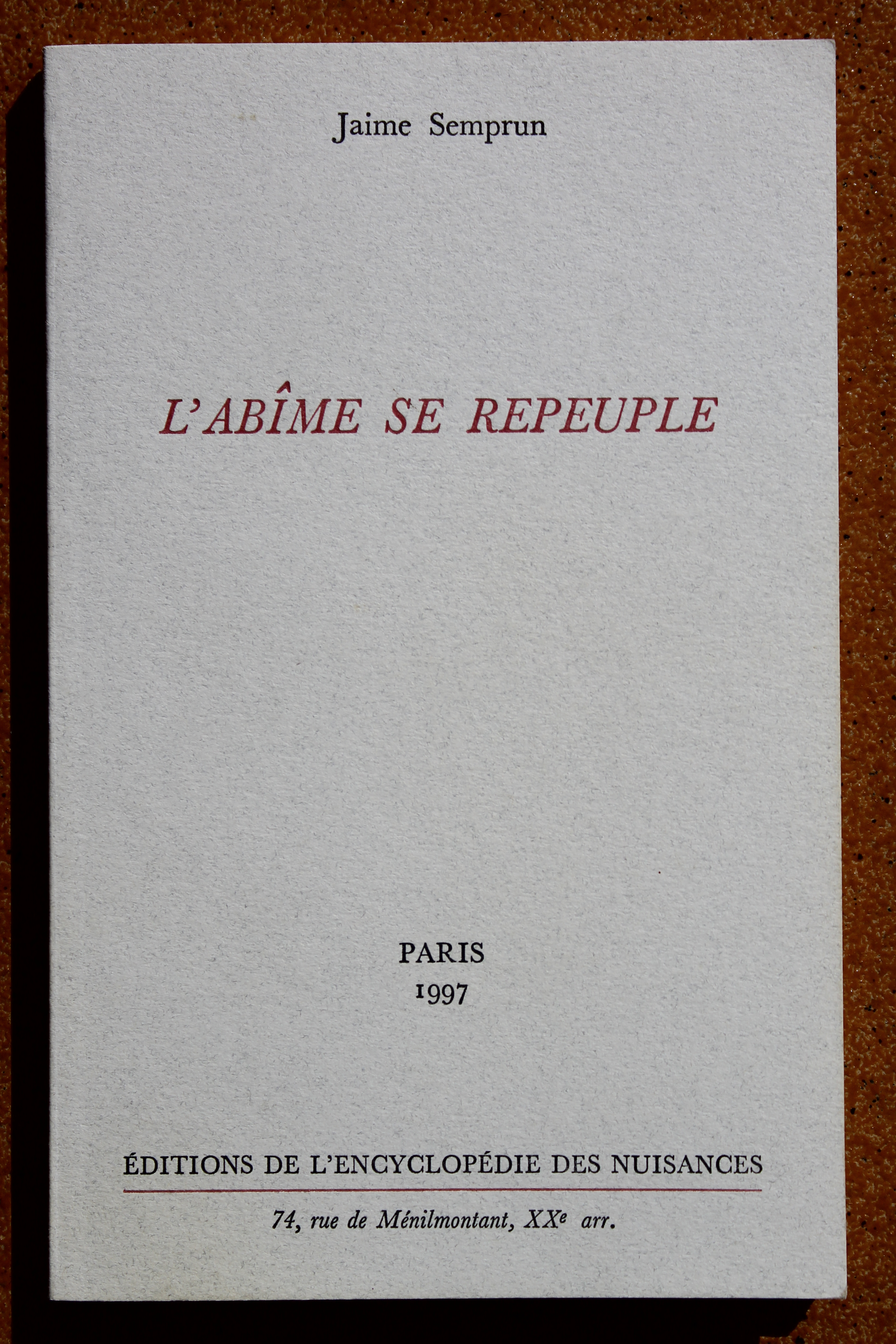
L'Abîme se repeuple.

- La Guerre sociale au Portugal, Champ libre, Paris, 1975  (ISBN 2-85184-037-1)
- Précis de récupération, illustré de nombreux exemples tirés de l'histoire récente, Champ Libre, 1976
- (es) Los Incontrolados, Manuscrito encontrado en Vitoria, 1977 (reproduit en français dans la revue L'Assommoir n°3,  2e trimestre 1979 page 34-45), réédition Pepitas de calabaza, 2014.
- La Nucléarisation du monde, Éditions de l'Assommoir, 1980, pamphlet collectif republié sous son seul nom après la catastrophe de Tchernobyl aux Éditions Gérard Lebovici/Champ libre, 1986, puis aux Éditions Ivrea, 2008  (ISBN 2-85184-172-6)
- Dialogues sur l'achèvement des temps modernes, Éditions de l'Encyclopédie des Nuisances, 1993, Paris, 143 p.  (ISBN 2-910386-00-7)
- L'Abîme se repeuple, Éditions de l'Encyclopédie des Nuisances, 1997, 85 p.  (ISBN 2-910386-06-6)
- Editions Ivrea et Encyclopédie des Nuisances, George Orwell devant ses calomniateurs, Éditions de l'Encyclopédie des Nuisances en coédition avec Ivrea, 1997
- Encyclopédie des Nuisances, Remarques sur l'agriculture génétiquement modifiée et la dégradation des espèces, Éditions de l'Encyclopédie des Nuisances, 1999  (ISBN 2-910386-09-0)
- Apologie pour l'insurrection algérienne, Éditions de l'Encyclopédie des Nuisances, 2001.  (ISBN 2-910386-17-1)
- Défense et illustration de la novlangue française, Éditions de l'Encyclopédie des Nuisances, 2005  (ISBN 2-910386-22-8)
- Catastrophisme, administration du désastre et soumission durable, Éditions de l'Encyclopédie des Nuisances, 2008, 136 p. (avec René Riesel)  (ISBN 978-2-910386-28-3)
- Discours préliminaire de l'Encyclopédie des nuisances (novembre 1984), Éditions de l'Encyclopédie des Nuisances, Paris, 2009, 48 pages  (ISBN 978-2-910386-30-6)
- Andromaque, je pense à vous !, Éditions de l'Encyclopédie des Nuisances, Paris, 2011  (ISBN 978-2-910386-38-2)

### Traductions
- Miguel Amorós, Durruti dans le labyrinthe, éditions de l'Encyclopédie des Nuisances, 2007

- George Orwell, traduction en collaboration avec Anne Krief, Michel Pétris et Bernard Pecheur :
  - Essais, articles, lettres, quatre volumes, éditions Ivrea / éditions de l'Encyclopédie des Nuisances, Paris, 1995-2001
  - Dans le ventre de la Baleine et autres essais (1931-1943), éditions Ivrea / éditions de l'Encyclopédie des Nuisances, Paris, 2005 Édition abrégée des Essais, articles, lettres.
  - Tels, tels étaient nos plaisirs et autres essais (1944-1949), éditions Ivrea / éditions de l'Encyclopédie des Nuisances, Paris, 2005 Édition abrégée des Essais, articles, lettres.

### Correspondance
- Éditions Champ Libre, Correspondance, vol. 1, éditions Champ libre, Paris, 1978. Quelques lettres de Jaime Semprun.
- Guy Debord, Correspondance, volumes "0", 5 et 6, Fayard, Paris, 2005, 2007 et 2010.

- Le catalogue des Éditions de l'Encyclopédie des Nuisances contient plusieurs lettres de Jaime Semprun.

## Filmographie
- 1968 Le Meurtre du père (court-métrage).
- 1968 La Sainte Famille.